# Буй (Бурятія)
Буй (рос. Буй) — село Бичурського району, Бурятії Росії. Входить до складу Сільського поселення Буйське.
Населення — 659 осіб (2015 рік).
Село засноване 1700 року.